# Bredträsket (Edefors socken, Norrbotten, 735132-174249)
Bredträsket är en sjö i Bodens kommun i Norrbotten och ingår i Luleälvens huvudavrinningsområde. Sjön har en area på 2,33 kvadratkilometer och ligger 156 meter över havet. Sjön avvattnas av vattendraget Gullträskbäcken (Bredträskbäcken).

## Delavrinningsområde
Bredträsket ingår i det delavrinningsområde (735064-174388) som SMHI kallar för Utloppet av Bredträsket. Medelhöjden är 174 meter över havet och ytan är 6,31 kvadratkilometer. Räknas de 5 avrinningsområdena uppströms in blir den ackumulerade arean 63,94 kvadratkilometer. Gullträskbäcken (Bredträskbäcken) som avvattnar avrinningsområdet har biflödesordning 3, vilket innebär att vattnet flödar genom totalt 3 vattendrag innan det når havet efter 116 kilometer. Avrinningsområdet består mestadels av skog (58 procent). Avrinningsområdet har 2,32 kvadratkilometer vattenytor vilket ger det en sjöprocent på 36,8 procent.